# 諾曼 (阿肯色州)
諾曼（英語：Norman）是一個位於美國阿肯色州蒙哥馬利縣的城鎮。

## 地理
諾曼的座標為34°27′18″N 93°40′49″W / 34.45500°N 93.68028°W，而該地的平均海拔高度為211米（即692英尺）。

## 人口
根據2020年美國人口普查的數據，諾曼的面積為2.95平方千米，當中陸地面積為2.91平方千米，而水域面積為0.04平方千米。當地共有人口303人，而人口密度為每平方千米102人。